# Kiminkijärvi (sjö i Viitasaari, Mellersta Finland)
Kiminkijärvi är en sjö i kommunen Viitasaari i landskapet Mellersta Finland i Finland. Sjön ligger 100,3 meter över havet. Arean är 96 hektar och strandlinjen är 5,3 kilometer lång. Sjön  ingår i Kymmene älvs huvudavrinningsområde.   Den ligger omkring 89 kilometer norr om Jyväskylä och omkring 320 kilometer norr om Helsingfors. 
I sjön finns ön Kultainsaari. 